# Myrmarachne lupata
Myrmarachne lupata är en spindelart som först beskrevs av Koch L. 1879.  Myrmarachne lupata ingår i släktet Myrmarachne och familjen hoppspindlar. Inga underarter finns listade i Catalogue of Life.